# Lesiba

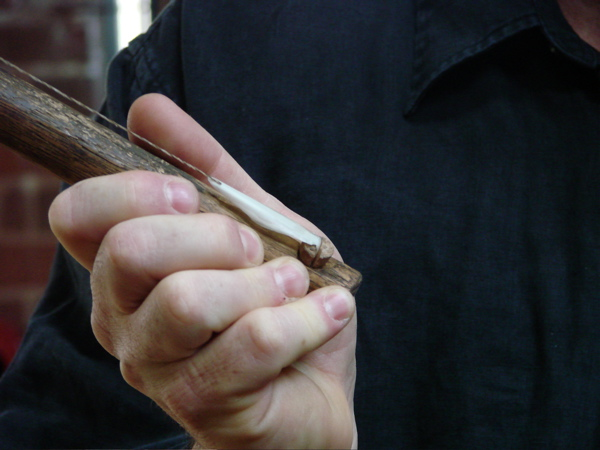
Placement de la plume sur le lesiba

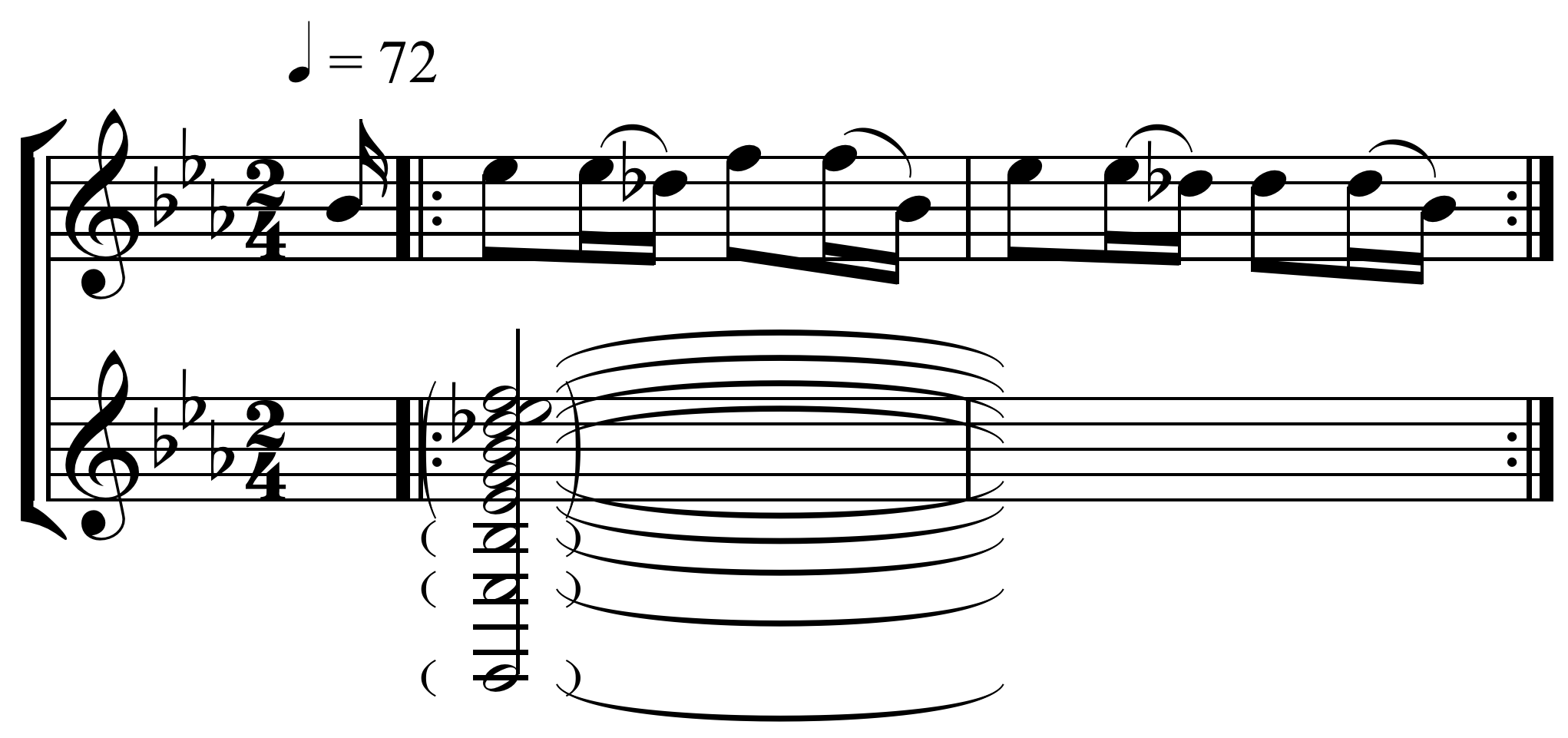
Mélodie produite sans grognements, notes souvent nuancées par la série harmonique (D♭ est la septième harmonique)(Kirby 1934)

Le lesiba, ainsi que le gora ou le goura, sont des instruments de musique de type "arc à bouche"

## Description
Le lesiba est pourvu d'une plume aplatie attachée à une longue corde, tendue sur un bâton dur, agissant comme la principale source de vibration. Le joueur positionne la corde juste entre les lèvres sans les toucher. En tenant l'arc avec les deux mains, le joueur inspire ou expire brusquement, créant ainsi des vibrations de la corde. Cela produit un bourdonnement puissant, généralement sous forme de notes courtes.

## Fonctionnement et effet acoustique
L'inspiration provoque les vibrations harmoniques de la corde, tandis que l'expiration s'accompagne le plus souvent d'un grognement guttural et peut être accompagnée d'un bourdonnement. Les vocalisations créent, alors qu'il n'y a qu'un seul joueur, l'effet de plusieurs voix. Les harmoniques utilisées sont principalement les cinquième, sixième, septième, huitième, neuvième, dixième et douzième. À l'autre extrémité de l'arc, dans certains instruments, se trouve un résonateur en noix de coco, avec un nœud coulant enroulé autour de la corde pour régler la fréquence de vibration et donc la hauteur du son. 
Selon Barrow en 1806, l'instrument sonne "comme les légers murmures d'une musique lointaine qui" vient à l'oreille "sans aucune distinction de notes." Barnard en 1910 nota le volume de l'instrument, tandis qu'Alberti en 1810 a comparé les sons aux "tons du soi-disant cor de chasse", vraisemblablement une référence à l'utilisation partagée de la série harmonique. Selon Kirby en 1934, "le ton est, lorsqu'il est bien produit, très agréable, partageant les qualités à la fois des cordes et du vent, rappelant la harpe éolienne ; et sa puissance peut varier d'un faible murmure à un fort, son vibrant, la colonne d'air de la bouche et de la gorge agissant comme un résonateur."
Bien que très peu de personnes en vie aujourd'hui jouent de cet instrument, les « sons durs et ressemblant à des oiseaux » que l'instrument produit sont si bien reconnus parmi les Sotho qu'il est utilisé sur la radio du Lesotho pour signaler le début de l'émission d'informations. La lesiba est l'instrument national des Basotho,  un peuple d'Afrique australe, situé principalement en Afrique du Sud et au Lesotho, ainsi que du peuple Khoikhoi d'Afrique du Sud. Le lesiba est joué principalement par les bergers pour donner des signaux et des instructions à leur bétail et, presque autant, pour leur propre divertissement.
Chaque fois qu'ils entendent un berger jouer, ils reconnaissent facilement sa façon de jouer et le distinguent des autres interprètes, ils montrent leur appréciation de la musique en se regroupant et en se blottissant autour de lui.
En tant que telles, les études de l'instrument peuvent être classées comme zoomusicologie.